# Forestville, Pennsylvania
Forestville är en ort i Schuylkill County i delstaten Pennsylvania, USA.